# Embu, Kenya
Embu este un oraș din Kenya.